# オーバードーズ (ゲームブランド)
オーバードーズは株式会社シュピールのアダルトゲームブランド。
ブランドコンセプトは「ヒロインの女の子は、自分だけの物」

## 概要
凌辱物の作品ではヒロインに対し輪姦、寝取られ、寝取らせなどが主となる作品が多いが、オーバードーズのコンセプトとして主人公以外との絡みを排除した主人公による凌辱、いわゆる独占嗜好を強く打ち出している。主人公以外の男性キャラは個性を与えず「自分の世界」を構築させる、1作目である汗濡れ少女美咲ではレズ描写があったが2作目である美脚性奴会長からはレズ描写すらカットされるなど徹底した主人公＝ユーザーというスタイルを取っている。それに加えフェチズムを合わせたエロを重視したゲームを製作している。

## 作品一覧
- 汗濡れ少女美咲「アナタのニオイでイッちゃう!」
- 美脚性奴会長 亜衣「こ、この変態! 私のタイツになんてことを……!」
- ズブ濡れの義姉・香澄「私の水着にそんな汚いもの、染み込ませないで！」
- 母乳が染み出る愛娘　愛美「お父さん、私のミルクたくさん搾ってほしいの……」
- 突発性ミルク娘 千夏「もう、パパのせいでいっぱいでちゃうぅ!」
- 甘え母希美「だめよ、そんなにお母さんを求めないで……」
- 強引にされると嬉しくて初めてでもよく喘いじゃう令嬢な幼馴染 優衣「やめて、脚に触れないで……でも本当は気持ちいいの」
- ぴ～かぶ～! 彼女がエッチな水着にきがえたら!?
- 湯の村は～れむ ～巨乳孕ませ温泉滞在記～
- すぃ～と・はに～・ふぁみり～ 娘ト妻ニ甘イハ父ノ習ヒ
- ボクと三人のお姉さま ～おねえさん達と孕ませOK嫁選び同棲ライフ!～